# Cá tầm thông thường
Cá tầm thông thường (danh pháp khoa học: Acipenser sturio), còn gọi là cá tầm châu Âu, cá tầm Đại Tây Dương hay cá tầm Baltic, có tại tất cả các vùng bờ biển châu Âu, nhưng không có tại biển Đen. Gần như tất cả các cá tầm đánh bắt được tại Anh là thuộc về loài này; chúng cũng không phải hiếm tại khu vực ven biển của Bắc Mỹ. Loài này có thể dài tới 4 m (12 ft), nhưng thường xuyên bị đánh bắt ở dạng đơn lẻ, vì thế không thể coi là cá có tầm quan trọng kinh tế-thương mại. Hình dáng mõm của nó thay đổi theo tuổi (giống như ở các loài khác), trở nên cùn và ngắn ở những con cá già. Chúng có 11-13 tấm xương chắn dọc theo lưng và 29-31 dọc theo hông. Cá tầm châu Âu hiện nay gần như không còn do đánh bắt thái quá.

## Phạm vi phân bố
Cá tầm thông thường từng vô cùng phổ biến ở khắp nơi thuộc châu Âu, trải dài từ Biển Bắc và Biển Baltic, kênh Anh, các bờ biển Châu Âu của Đại Tây Dương, phía bắc Địa Trung Hải phía tây Rhodos, phía tây và nam Biển Đen. Nhưng nay đã gần như tuyệt chủng ở các địa điểm trên, và hiện chỉ còn ở Pháp. Nó thỉnh thoảng được ghi lại ở Algeria, Morocco và Tunisia, tuy nhiên đã không có ghi nhận nào khác. Ghi nhận cuối cùng từ Rioni (Georgia) là vào năm 1991, mặc dù các cuộc khảo sát sâu hơn đã không tìm thấy loài này. Ngày nay loài này chỉ bị hạn chế ở sông Garonne (Pháp).

## Dân số
Cá tầm thông thường từng là một loài cá thương mại quan trọng cho đến đầu thế kỷ 20. Lần sinh sản tự nhiên gần đây nhất của chúng là vào năm 1994. Một đánh giá quần thể vào năm 2005 ước tính vẫn còn 2.000 cá thể. Người ta ước tính rằng đánh bắt cá bằng cách đánh bắt khoảng 200 con mỗi năm.
Kích thước dân số của quần thể cá tầm ngày nay nhỏ hơn nhiều (khoảng 20-750 con cá trưởng thành tự nhiên bản địa, dựa trên đánh giá về kích thước của đàn cá trước khi chúng rời cửa sông). Đã có nhiều cá thể được thả hơn (7.000 con năm 2007; 80.000 con năm 2008; và 46.000 con năm 2009). Những cá thể này chưa thể sinh sản trong tự nhiên và lần nhân giống đầu tiên dự kiến vào năm 2014, thế hệ F1 năm 2007 và sau đó sẽ được thả ra vào năm 2014 (Các cá thể này thuộc thé hệ từ năm 1994), thế hệ F1 năm 2007 sẽ được thả ra vào năm 2021, theo dự kiến. Yếu tố hạn chế là sự sẵn có của con cái sẽ không sinh sản cho đế cho đến năm 2016.